# Don Adams (aktor)
Donald James Yarmy (ur. 13 kwietnia 1923 na Manhattanie w Nowym Jorku, zm. 25 września 2005 w Los Angeles) – amerykański aktor, reżyser, scenarzysta i producent filmowy i telewizyjny, komik.

## Życiorys
Urodził się jako Donald James Yarmy w Nowym Jorku, jako drugi z trójki dzieci Williama Yarmy'ego, kierownika restauracji i Consuelo Morgana. Adams, który dorastał w Upper West Side na Manhattanie, lubił czytać i rysować, ale miał awersję do nowojorskich szkół publicznych. Większość swojej młodości spędził w kinach na 42 Street, gdzie, jak wierzył, otrzymał lepsze wykształcenie. Na imprezach on i jego przyjaciele z sąsiedztwa, z których wielu również robiło karierę w showbiznesie, próbowali prześcignąć się w komiksach. Mocną stroną Adamsa stały się personifikacje naśladujące ówczesne gwiazdy Hollywood.

## Filmografia
- The Bill Dana Show (17 odcinków serialu TV, 1963–1964) jako detektyw hotelowy Byron Glick[7]
- Tennessee Tuxedo and His Tales (70 odcinków serialu TV, 1963–1966) jako Tennessee Tuxedo/Cousin Percy/Monkey (głos)
- Super Pies (serial TV, 1964) jako Tennessee Tuxedo (głos)
- Get Smart (138 odcinków serialu TV, 1965−1970) jako Maxwell Smart
- A Secret Agent's Dilemma, or A Clear Case of Mind Over Mata Hari (film krótkometrażowy, 1965) gościnnie, jako Maxwell Smart
- The Danny Thomas Hour (serial TV, 1967) jako Harry
- Partnerzy (The Partners: 20 odcinków serialu, 1971–1972) jako detektyw Lennie Crooke
- Confessions of a Top Crime Buster (film TV, 1971) jako detektyw Lennie Crooke
- Nowy Scooby Doo (The New Scooby-Doo Movies, 1973) jako on sam (głos)[8]
- Scooby-Doo spotyka Batmana (serial TV, 1973) jako on sam (głos)
- Wait Till Your Father Gets Home (serial TV, 1973) jako Don Gibson Jr. (głos)
- Saga of Sonora (film TV, 1973) gościnnie, jako stary Cowhand
- ABC Funshine Saturday Sneak Peek (krótkometrażowy film TV, 1974) jako narrator
- The Love Boat (film TV, 1976) jako Donald Richardson
- Three Times Daley (krótkometrażowy film TV, 1976) jako Bob Daley
- Statek miłości (1978) jako Lenny Camen
- Fantastyczna wyspa (Fantasy Island, 1979) jako Cornelius Wieselfarber
- Statek miłości (1980) jako William Robinson
- Naga bomba (The Nude Bomb, 1980) jako Maxwell Smart
- Statek miłości (1982) jako Sidney Williams
- Jimmy the Kid (1982) jako Harry Walker
- Statek miłości (1983) jako Sam Corey
- Inspektor Gadżet (Inspector Gadget, 1983–1985) jako Inspektor Gadżet (głos)
- Statek miłości (1984) jako Walter Love
- Back to the Beach (1987) jako Harbor Master
- Get Smart, Again! (1989) jako Maxwell Smart
- Magiczny kapelusz (1995-1998) jako Gadget Boy
- Pepper Ann (1998–2000) jako pryncypał Hickey (głos)
- Inspektor Gadżet (1999) jako Łepek (głos)